# Thermaerobacter nagasakiensis
Thermaerobacter nagasakiensis è una specie di batterio appartenente alla famiglia delle Syntrophomonadaceae.